# Toraja-Sa’dan
Toraja-Sa’dan (auch Toraja, South Toraja, Tae’; Eigenbezeichnung: Basa Toraya/Toraa) ist eine in Süd-Sulawesi in Tanah Toraja und Toraja Utara vom Volk der Toraja sowie von größeren Gruppen in Luwu, Makassar, Kolaka und Wundulako gesprochene austronesische Sprache.  
Dialekte:
Makale (Tallulembangna), Rantepao (Kesu’), Toraja Barat (West Toraja, Mappa-Pana). Rantepao ist der höchstangesehene Dialekt.